# 페트레 베체루
페트레 베체루(루마니아어: Petre Becheru, 1960년 5월 16일 ~ )는 루마니아의 역도 선수이다.
드라가네슈티블라슈카에서 태어난 베체루의 첫 국제 대회는 1983년 세계 선수권 대회 82.5 kg 의 라이트헤비급 부문에서 시작되었다.
동구권 국가의 올림픽 보이콧에도 불구하고 베체루는 1984년 로스앤젤레스 올림픽에 참가하여 라이트헤비급 부문의 금메달을 획득하였다.
그는 1985년 세계 선수권 대회에서 5위를 하였다.